# St. Maria (Nausiß)

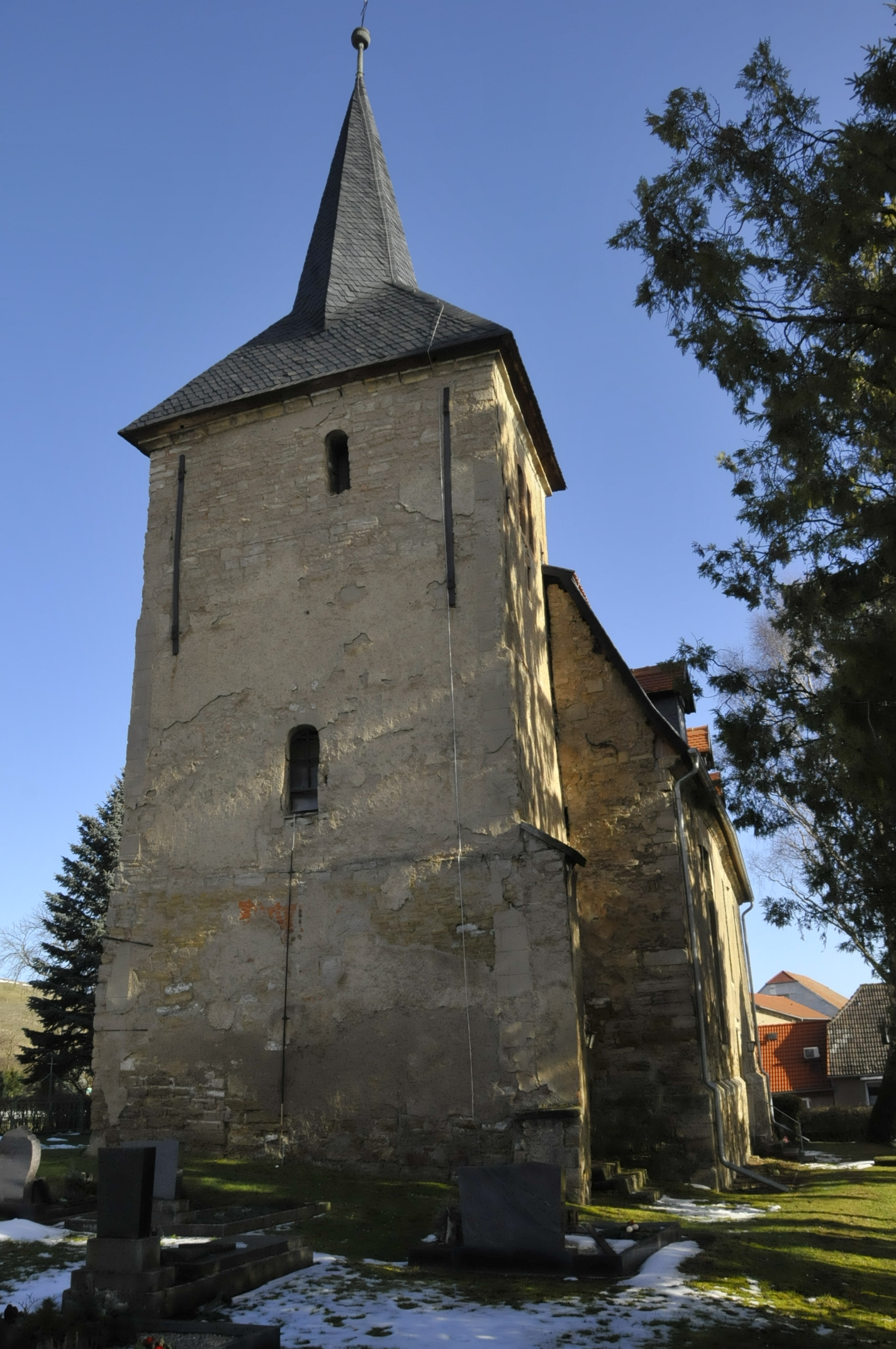
Nausiß, St. Maria

Die evangelische Dorfkirche St. Maria steht im Ortsteil Nausiß der Stadt Weißensee im Landkreis Sömmerda in Thüringen.

## Geschichte
Der Kirchturm mit dem verschieferten spitzen Turmhelm ist der älteste Bauteil des Gotteshauses. Das auf der Ostseite des Turmes anschließende Kirchenschiff mit Mansarddach wurde vermutlich 1660 angebaut. Im 18. Jahrhundert erfolgte die barocke Umgestaltung. Die spätbarock-klassizistische Inneneinrichtung ist kaum verändert erhalten geblieben.
Für die Instandsetzung des Kirchendaches und für die Schwammsanierung sowie die Holzinstandsetzung erhielt die Kirchgemeinde im Jahr 2010 Fördermittel über die Stiftung KiBa.